# Neustift bei Güssing
Neustift bei Güssing è un comune austriaco di 502 abitanti nel distretto di Güssing, in Burgenland.